# Harman International Industries
Harman International Industries, Inc. is een onderdeel van Samsung en producent van audio en infotainment. Het bedrijf ontwerpt en produceert audioproducten voor thuisgebruik, auto's, evenementen en professionals, deels door middel van dochtermerken als JBL, DBX en Lexicon.